# Léon Delacroix
Léon Delacroix (Saint-Josse-ten-Noode, 27 dicembre 1867 – Baden-Baden, 15 ottobre 1929) è stato un politico belga, due volte Primo ministro del suo paese.
Nato nel 1867 in una famiglia della media borghesia, completò gli studi di legge all'Université libre de Bruxelles e nel 1909 divenne avvocato presso la Corte di cassazione belga.
Nel 1890 aveva sposato Julienne Aelbrecht, con cui ebbe dodici figli.

## Carriera politica
Eletto consigliere comunale di Ixelles, rimase in carica dal 1908 al 1911, mentre nel 1919 venne eletto deputato del collegio di Namur e rimase in carica fino al 1921, rimanendo comunque sconosciuto alla gran parte della popolazione in un'epoca in cui in Belgio il diritto di voto era stabilito in base al censo.
La sua carriera politica ebbe una svolta subito dopo la fine della prima guerra mondiale, quando il Re Alberto I, per favorire la ricostruzione del paese, intese formare un governo in cui coinvolgere tutte le tre forze politiche principali del Belgio (cattolici, socialisti e liberali), il che significava trovare una persona che fosse gradita a tutte le componenti coinvolte. La scelta cadde inaspettatamente su Delacroix, sebbene non fosse molto esperto di politica ad alto livello; venne quindi nominato a capo di questo governo con un mandato di un anno, eventualmente rinnovabile, e venne in questa occasione coniato il titolo di "Primo ministro", mentre in precedenza il titolo utilizzato era quello di "Capo di gabinetto".
Léon Delacroix fu a capo di due governi successivi, il primo dal 21 novembre 1918 al 2 dicembre 1919, il secondo dallo stesso 2 dicembre 1919 al 20 novembre 1920. Durante i suoi mandati ricoprì anche la carica di Ministro delle finanze dal 1918 al 1920 e brevemente di Ministro degli esteri dall'agosto al novembre 1920.
Oltre ai provvedimenti più strettamente legati alla ricostruzione, i suoi governi promossero e fecero approvare importanti leggi, tra cui il suffragio universale per gli uomini, la legge che regolava le imposte sul reddito, la legge che limitava il lavoro ad 8 ore giornaliere e la legge sulla limitazione del consumo di alcool.
Al termine del mandato come capo del governo, assunse immediatamente la carica di Presidente della delegazione belga alla Commissione per la valutazione ed il risarcimento dei danni di guerra che si riunì a Parigi tra il 1920 ed il 1929; fu durante una missione in Germania nell'ambito di questo incarico che Delacoix morì per un problema cardiaco.
In suo onore sono intitolate una via ed una stazione della Metropolitana di Bruxelles nel territorio di Anderlecht.

## Onorificenze
Tra le numerose onorificenze di cui fu insignito, figurano:
- Grand'Ufficiale dell'Ordine di Leopoldo
- Gran Croce dell'ordine della Legion d'onore
- Cavaliere di Gran Croce dell'Ordine della Corona di Quercia